# Superstar Weltweit
Superstar Weltweit (World Idol) ist eine bisher einmalige Show, die Ende 2003 in London stattfand. Es nahmen insgesamt elf Gewinner der Pop-Idol-Formate teil, welches in Deutschland als Deutschland sucht den Superstar bekannt war.
Kelly Clarkson (Vereinigte Staaten) und Will Young (Vereinigtes Königreich) galten als Favoriten für den Titel World Idol, belegten aber nur den zweiten und fünften Platz. Sieger wurde Kurt Nilsen  aus Norwegen. Später wurde bekannt, dass World Idol eine reine Marketingkampagne war, um Kelly Clarkson weltweit bekannt zu machen. Der Initiator Simon Fuller erwartete weltweit 100 Millionen Zuschauer. Simon Cowell erklärte später, dass er diese Show hasse und Kelly Clarkson keine Verliererin wäre.

## Jury
Die Jury kommentierte alle Auftritte, hatte jedoch keine Entscheidungsgewalt, welcher Künstler den Wettbewerb gewinnen sollte. Jedes teilnehmende Land wurde von einem Jurymitglied vertreten, das sich zu den Auftritten der Teilnehmer äußern durfte.
Die Jurymitglieder waren:
- Randall Abrahams (Südafrika)
- Simon Cowell (Vereinigte Staaten)
- Nina De Man (Belgien)
- Ian „Dicko“ Dickson (Australien)
- Shona Fraser (Deutschland)
- Jan Fredrik Karlsen (Norwegen)
- Elias Rahbani (Libanon)
- Henkjan Smits (Niederlande)
- Pete Waterman (Vereinigtes Königreich)
- Zack Werner (Kanada)
- Kuba Wojewódzki (Polen)

## Teilnehmer und Platzierungen
| Rang | Startplatz | Künstler        | Land/Region            | Punkte | Song – Originalinterpret                                  |
| ---- | ---------- | --------------- | ---------------------- | ------ | --------------------------------------------------------- |
| 1    | 11         | Kurt Nilsen     | Norwegen               | 106    | Beautiful Day – U2                                        |
| 2    | 8          | Kelly Clarkson  | Vereinigte Staaten     | 97     | You Make Me Feel (Like A Natural Woman) – Aretha Franklin |
| 3    | 9          | Peter Evrard    | Belgien                | 83     | Lithium – Nirvana                                         |
| 4    | 5          | Heinz Winckler  | Südafrika              | 80     | I Don’t Want to Miss a Thing – Aerosmith                  |
| 5    | 10         | Will Young      | Vereinigtes Königreich | 72     | Light My Fire – (Version von Jose Feliciano)              |
| 6    | 7          | Ryan Malcolm    | Kanada                 | 62     | He Ain't Heavy, He's My Brother – The Hollies             |
| 7    | 4          | Guy Sebastian   | Australien             | 56     | What A Wonderful World – Louis Armstrong                  |
| 8    | 6          | Alicja Janosz   | Polen                  | 55     | I Don't Know How To Love Him (aus Jesus Christ Superstar) |
| 9    | 1          | Alexander Klaws | Deutschland            | 45     | Maniac – Michael Sembello                                 |
| 9    | 3          | Diana Karazon   | Arabien                | 45     | Ensani Ma Binsak (eigene Komposition)                     |
| 11   | 2          | Jamai Loman     | Niederlande            | 36     | Sorry Seems to Be the Hardest Word – Elton John           |

Kurt Nilsen war der Gewinner der Show, konnte sich jedoch nicht international durchsetzen. Nur der US-Sängerin Kelly Clarkson ist es gelungen, sich international einen Namen zu machen. Ihr zweites Album Breakaway verkaufte sich weltweit über 10 Millionen Mal.

## Punkteverteilung
Die Punkte wurden nach dem Vorbild des Eurovision Song Contest verteilt. Die Stimmabgabe erfolgte per Telefon. Die Einwohner der Länder der zugehörigen Show-Formate konnten über die übrigen 10 Teilnehmer der anderen Formate abstimmen. Zusätzlich bekam jeder der Teilnehmer von seinem eigenen Land 12 Punkte als „Landesfavorit“ zugesprochen.
| Teilnehmer      | DE | AU | AL | CA | NL | ZA | PL | USA | BE | UK | NO | Insgesamt |
| --------------- | -- | -- | -- | -- | -- | -- | -- | --- | -- | -- | -- | --------- |
| Alexander Klaws | 12 | 1  | 10 | 1  | 4  | 2  | 4  | 1   | 7  | 2  | 1  | 45        |
| Guy Sebastian   | 2  | 12 | 2  | 6  | 6  | 5  | 5  | 6   | 3  | 6  | 3  | 56        |
| Diana Karazon   | 6  | 4  | 12 | 5  | 1  | 1  | 1  | 8   | 1  | 4  | 2  | 45        |
| Ryan Malcolm    | 3  | 5  | 9  | 12 | 5  | 7  | 2  | 4   | 2  | 5  | 8  | 62        |
| Jamai Loman     | 1  | 2  | 1  | 2  | 12 | 4  | 3  | 2   | 4  | 1  | 4  | 36        |
| Heinz Winckler  | 7  | 8  | 8  | 7  | 2  | 12 | 6  | 9   | 8  | 7  | 6  | 80        |
| Alicja Janosz   | 8  | 3  | 7  | 3  | 3  | 3  | 12 | 3   | 5  | 3  | 5  | 55        |
| Kelly Clarkson  | 9  | 9  | 5  | 9  | 9  | 8  | 8  | 12  | 9  | 9  | 10 | 97        |
| Peter Evrard    | 4  | 7  | 6  | 8  | 7  | 6  | 9  | 7   | 12 | 8  | 9  | 83        |
| Will Young      | 5  | 6  | 3  | 4  | 8  | 9  | 7  | 5   | 6  | 12 | 7  | 72        |
| Kurt Nilsen     | 10 | 10 | 4  | 10 | 10 | 10 | 10 | 10  | 10 | 10 | 12 | 106       |